# Добровинский, Борис Натанович
Бори́с Ната́нович Добровинский (1912, Прилуки, Полтавская губерния — декабрь 1993, Москва) — советский разведчик времён Второй мировой войны, экономист, японист.

## Биография
Родился в семье рабочих табачной фабрики. Два брата также стали полковниками — медицинской службы и инженерной. Работал в аппарате ЛКСМУ, учился в училище фабрично-заводском (ФЗУ).
В 1931 году поступил на физический факультет МГУ. Во время учёбы вступил в 1932 году в ВКП(б), освоил английский и французский языки и проявил себя как одарённый физик, подготовив диссертацию. Защита последней не состоялась, так как Борис был мобилизован в военную разведку, в сектор Дальнего Востока.
Подготовку проходил в японском секторе Института востоковедения. По окончании учёбы в июле 1935 года Добровинский был направлен в японский отдел ГРУ. Перед войной находился в командировках в Китае.
18 июня 1941 года доложил начальнику ГРУ: «Нападение Германии на СССР — дело дней. Немцы заняли исходные позиции для массированного удара по всей границе. Агент надежный. Считаю необходимым доложить тов. Сталину». Начальник ГРУ Голиков ответил: «Тов. Сталин приказал мне, чтобы такого рода английскую дезу ему не докладывал».
Из ГРУ Борис Добровинский был изгнан в 1950 во время борьбы с космополитами и сионистами. После этого преподавал политэкономию в военных училищах Сибири. Демобилизовался из армии в 1961 г.
По возвращении Москву занялся изучением экономики Японии.
Начал с должности младшего научного сотрудника Института народов Азии АН СССР.
В 1965 г. о защитил диссертацию и получил ученую степень кандидата экономических наук.
В 1965 г. продолжил исследования в ИМЭМОВ.
В 1975 г. Добровинский опубликовал монографию «Япония: проблемы эффективности экономики».
В 1977 г. защитил докторскую диссертацию по проблемам эффективности производства и научно-технического прогресса развитых капиталистических стран (особенно Японии). Старался использовать капиталистический опыт для улучшения социализма.
В последние годы жизни Б. Н. Добровинский работал консультантом по экономическим проблемам научно-технического прогресса и управления. Б. Н. Добровинский умер в декабре 1993 г.

## Основные работы
- Япония: проблемы эффективности экономики. — М.: Наука, 1975. — 332, [1] с. : табл. — 1.18 р.
- Японская экономика,1970-1983 гг. Анализ эффективности. — М.: Наука, 1986. — 204 с.